# Caldo de piranha
Caldo de piranha é um prato típico da região do Pantanal. O caldo é uma sopa que combina legumes e verduras à carne de piranha. Alimento muito comum nas mesas de famílias ribeirinhas e pantaneiras.
A receita é famosa por ser extremamente afrodisíaca, pois a cabeça da piranha é rica em fósforo, um mineral que estimula a libido. O prato chega a ser conhecido como “viagra dos rios.”
Em 2023, a plataforma Taste Atlas elaborou a “Lista das 10 Melhores Sopas de Peixe do Mundo,” onde o caldo de piranha ficou na 9.ª colocação. Para desenvolver a lista, foram registradas cerca de duas mil avaliações em estabelecimentos do mundo inteiro.